# Raymond Féraud
Raymond Feraud, ou Raymond Féraud, en occitan, Raimon Feraut, est un troubadour niçois, né à Ilonse vers 1245, et mort vers 1324.

## Biographie
Il est né à Ilonse qui dépendait de la seigneurie de Beuil avant de passer  à la fin du XIIe siècle, par mariage et par force, dans la maison de Thorame et devint l'apanage de la branche cadette. La branche aînée n'ayant plus qu'une seule héritière passa par mariage dans la maison de Glandevez qui a hérité des biens des Thorame. Ilonse a été le fief des Feraud de Thorame.

### Ilonse, de la maison de Thorame-Glandevez à la maison de Grimaldi de Bueil
Au commencement du XIIIe siècle, Guillaume Feraud II de Thorame a eu deux fils entre lesquels il a partagé ses biens avant d'entrer comme moine à l'abbaye Saint-Victor de Marseille. L'aîné n'a eu qu'une fille, mariée en 1235 avec Anselme de Glandevez auquel elle a apporté la majorité des biens de la maison de Thorame. Le cadet, Guillaume Feraud III de Thorame, s'est marié avec une fille de la maison d'Agoult, et probablement de maison de Mévouillon, a eu trois fils, Feraud de Thorame, le troubadour Raymond Feraud des seigneurs d'Ilonse, Guillaume Feraud IV des seigneurs d'Ilonse, et deux filles. Ses deux sœurs se sont mariées, l'une, Béatrix, avec Guillaume Rostaing de Beuil, l'autre avec Laugier Rostaing de Roquesteron. C'est en 1315 qui les habitants de Beuil se sont révoltés contre Guillaume Rostaing et ont tué toute la famille, sauf une fille, Astruge, qui a dû se marier avec Andaron Grimaldi qui était probablement à l'origine de cette révolte, créant la famille des Grimaldi de Bueil. Feraud de Thorame, seigneur d'Ilonse, a eu un fils, Gilbert Feraud de Thorame, marié en 1309 à la veuve de Raimbaud de Mévouillon, est mort à Naples sans descendance. Guillaume Feraud IV d'Ilonse a dû mourir peu après 1321 sans postérité et a laissé ses biens à Isnard de Glandevez  (vers 1270-après 1343), dit le Vieux, probablement son beau-frère. Ce dernier se rend à Ilonse en 1332 pour recevoir l'hommage des habitants. Mais, en 1337, Andaron Grimaldi étant mort, sa veuve, Astruge, voulut rentrer en possession du fief d'Ilonse en rachetant les droits à Isnard de Glandevez et à son fils, Guillaume Feraud dit le Vieux. Cela a entraîné une protestation des habitants d'Ilonse qui ont refusé se rattachement à la maison de Grimaldi de Bueil. C'est en 1344 qu'Hugues des Baux (1311- 1351), 3e comte d'Avellino, sénéchal de Provence, reconnut les droits d'Astruge sur le fief d'Ilonse, cependant les habitants d'Ilonse ont continué à protester contre ce rattachement.

### Raymond Féraud à la cour des comtes de Provence
L'aîné, Feraud de Thorame, a hérité du fief d'Ilonse. Les cadets, Guillaume Feraud IV et Raymond Feraud, ont été attachés à la cour des comtes de Provence.
Il a vécu dans la cour de Charles d'Anjou, frère de Louis IX, comte de Provence après son mariage avec Béatrice de Provence, puis de Charles II et a été attaché à la maison de Marie de Hongrie. Il a probablement suivi Charles Ier d'Anjou dans sa conquête du royaume de Sicile, en 1265, avant que les Vêpres siciliennes ne le réduise au seul royaume de Naples.
César de Nostredame indique dans les récits de Histoire de Provence qu'Alayette de Mévouillon, dame de Curban, était une des présidentes de la Cour d'amour du château de Romanin. Alayette de Mévouillon devait être une parente de Raymond Feraud. Elle s'est retirée à la fin de sa vie au monastère Sainte-Claire de Sisteron, probablement au temps où un frère était retenu comme otage en Aragon (1288-1290). Son frère, Raymond de Mévouillon, a été évêque de Gap avant d'être nommé archevêque d'Embrun.
C'est probablement grâce à Alayrette de Mévouillon que Raymond Feraud est entré dans le cercle des troubadours provençaux.
Il a écrit qu'il avait composé un planh sur la mort de Charles Ier d'Anjou, à l'occasion de son décès, aujourd'hui perdu.

### Raymond Féraud, moine de l'abbaye de Lérins
Après avoir passé plusieurs années à la cour de Charles II d'Anjou, il s'est retiré au monastère de l'île Saint-Honorat, probablement après qu'Alayrette de Mévouillon se soit retirée dans le monastère de Sisteron. Il y a écrit en langue provençale les Vies de saint Hermentaire et de saint Honorat. Si la Vie de saint Hermentaire est perdue, celle de saint Honorat nous est parvenue grâce à une copie du XVIe siècle.
Il est nommé prieur à Roquesteron vers 1295.
Il termine la rédaction de la vie de saint Honorat dans sa maison de Roquesteron : "En l'an de Dieu 1300, le prieur acheva son roman, en l'honneur de Dieu et des saints, en sa maison de la Rocca, prieur au val de l'Esteron, et à l'Olive près d'ici" (lire en ligne).
Clovis Brunel lui a attribué un comput en vers provençaux.

## Publication
- La vida de sant Honorat, légende en vers provençaux de Raymond Féraud, troubadour niçois du XIIIe siècle, imprimerie Caisson et Mignon, Nice, 1874 (lire en ligne)
- Manuscrits de La Vida de sant Honorat à la Bibliothèque nationale de France (voir Les Manuscrits occitans à la Bibliothèque nationale de France, page 74).